# Sukamerindu (Pajar Bulan)
Sukamerindu is een bestuurslaag in het regentschap Lahat van de provincie Zuid-Sumatra, Indonesië. Sukamerindu telt 385 inwoners (volkstelling 2010).